# I. Keresztély dán király

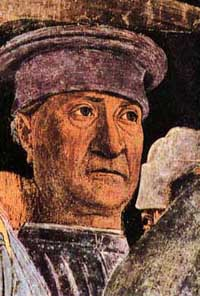
I. Keresztély arcképe. Andrea Mantegna 1474-es freskója a mantovai hercegi palotában.

I. Keresztély (dánul: Christian I.), (Oldenburg, 1426. február – Copenhagen Castle, 1481. május 21.) Dánia (1448–1481), Norvégia (1450–1481) és Svédország (1457–1464) királya a kalmari unió idején, valamint Schleswig és Holstein hercege, Oldenburg és Delmenhorst grófja.

## Családja
Keresztély 1426 februárjában született Oldenburgi Dietrich gróf és Schauenburgi Hedvig legidősebb fiaként. Két öccse, Maurice és Gerhard és egy húga, Adelheid volt. Apja 1440-ben meghalt és Keresztély Oldenburg és Delmenhorst grófja lett.

## Dánia és Norvégia királya
Bajor Kristóf dán, norvég és svéd király 1448 januárjában örökös nélkül halt meg. Halálával ideiglenesen felbomlott a kalmari unió, mert Svédország VIII. Károlyt választotta királyának. A dán államtanács először Adolf schleswig-holsteini hercegnek ajánlotta fel a trónt, de mivel ő már viszonylag idős és gyermektelen volt, unokaöccsét, Oldenburgi Keresztélyt javasolta maga helyett, aki V. Erik dán király női ági leszármazottja volt. Keresztélyt 1448. szeptember 28-án a nemesi gyűlés királlyá választotta, de feleségül kellett vennie Bajor Kristóf özvegyét, Hohenzollern Dorottyát és ígéretet kellett tennie, hogy az államtanácsba nem hoz külföldieket. Grófi címeit öccsei kapták.

Norvégiában eközben hatalmi harc indult a svédpárti és dánpárti frakciók között. Maga a norvég államtanács is megosztott volt, hogy melyik királynak ajánlják fel a koronát. A svéd párt 1449 novemberében Trondheimben meg is koronázta VIII. Károlyt, ám a svéd arisztokrácia, hogy elkerülje a háborút Dániával, nyomást gyakorolt Károlyra, hogy mondjon le a norvég trónról. Keresztély 1450 nyarán Norvégiába hajózott és augusztus 2-án megkoronázták. A bergeni szerződésben a két ország megállapodott, hogy mindörökké közös királyuk lesz, akit az előző király törvényes örökösei közül kell kiválasztani.

## A gotlandi kérdés
Az első krízis Gotlanddal kapcsolatban tört ki. VII. Erik, Dánia elűzött királya már régóta megszállva tartotta a szigetet és kalózkodásból tartotta fent magát. Az új svéd király visszakövetelte a szigetet és sereget küldött Erik ellen, aki felvette a kapcsolatot a dán kormányzattal és megállapodott velük hogy átadja nekik Gotlandot. 1449 végén Keresztély is sereget küldött oda, mire a svédek visszavonultak. Erik Pomerániába vonult vissza és ott élt haláláig.

## Svédország királya
VIII. Károly egyre népszerűtlenebb lett Svédországban és 1457-ben egy felkelés miatt száműzetésbe vonult. A lázadás vezetői, Jöns Bengtsson Oxenstierna uppsalai érsek és Erik Axelsson Tott, Keresztélynek ajánlották fel a koronát. Néhány év múlva azonban, 1464-ben, mikor a király börtönbe vetette a magas adók miatt tiltakozó érseket, a svédek fellázadtak, kiűzték a dánokat és visszahívták VIII. Károlyt. Ugyan Károlyt még egyszer száműzték, de aztán visszatért és 1470-ig, haláláig ő maradt a svéd uralkodó. Károly halála után Keresztély megpróbálta visszaszerezni a svéd koronát, de Sten Sture kormányzó Brunkebergnél vereséget mért a seregére. Keresztély haláláig fenntartotta jogát Svédországra, de lépéseket már nem tett az ügy érdekében.

## Schleswig és Holstein
1460-ban Keresztély megörökölte nagybátyjától a formálisan dán hűbéres, ám félig-meddig független schleswigi hercegséget és a német-római birodalomhoz tartozó Holstein grófságot. Mivel ígéretet tett, hogy kompenzálja az oldenburgi nemeseket a dán uralom miatt, veszélyes mértékben eladósodott és kénytelen volt új adókat kivetni, ami miatt a svédek 1464-ben fellázadtak.
1474-ben III. Frigyes Holsteint hercegséggé emelte, hogy a dán király közvetlenül legyen hűbérese és ne Szász-Lauenburgon keresztül.  

## Kései évei és halála
1474-ben Keresztély Itáliába utazott, meglátogatta Milánót és Rómában találkozott  IV. Sixtus pápával. A pápa engedélyezte egy koppenhágai egyetem felállítását, amire 1478-ban sor is került. Visszaútján meglátogatta Merész Károly burgundiai herceget, majd néhány hónapos ott-tartózkodás után Hollandián keresztül hazatért.
Keresztély 1481. május 21-én halt meg Koppenhágában, 55 évesen. Hamvait a dán királyok hagyományos nyughelyén, a roskildei székesegyházban helyezték el. Címeit harmadik fia, János örökölte.

## Gyermekei
Keresztélynek és Dorottyának öt gyermeke született:

1. Olaf (1450. szeptember 29.-1451)

2. Knud (1451–1455)

3. János (1455–1513) Dánia, Norvégia és Svédország királya, Schleswig és Holstein hercege

4. Margit (1456–1486) 13 évesen feleségül ment az akkor 17 éves III. Jakab skót királyhoz

5. Frigyes (1471–1533) Schleswig és Holstein hercege, később Dánia és Norvégia királya

## Fordítás
- Ez a szócikk részben vagy egészben  a   Christian I of Denmark című angol Wikipédia-szócikk ezen változatának fordításán alapul.  Az eredeti cikk szerkesztőit annak laptörténete sorolja fel. Ez a jelzés csupán a megfogalmazás eredetét és a szerzői jogokat jelzi, nem szolgál a cikkben szereplő információk forrásmegjelöléseként.

| Előző uralkodó: III. Kristóf | Dánia királya 1448 – 1481 | Következő uralkodó: János |

| Előző uralkodó: VIII. Károly | Svédország uralkodója 1457 – 1464 | Következő uralkodó: VIII. Károly |

| Előző uralkodó: I. Kristóf | Norvégia uralkodója 1450 – 1481 | Következő uralkodó: János |